# Wojciech Kowalewski
Pour les articles homonymes, voir Kowalewski.
Ne doit pas être confondu avec Wojciech Kowalczyk.
Wojciech Kowalewski  est un footballeur international polonais né le 11 mai 1977 à Białystok.

## Biographie
De 2002 à 2009, il compte 11 sélections avec la Pologne. Il participe aux qualifications du Championnat d'Europe de football 2008 avec la Pologne (2 sélections). Après la blessure de Tomasz Kuszczak pour l'Euro 2008, Wojciech Kowalewski est appelé par le sélectionneur à remplacer le gardien mancunien.